# Città metropolitane d'Italia

Cartografia delle 15 città metropolitane d'Italia, indicate in giallo

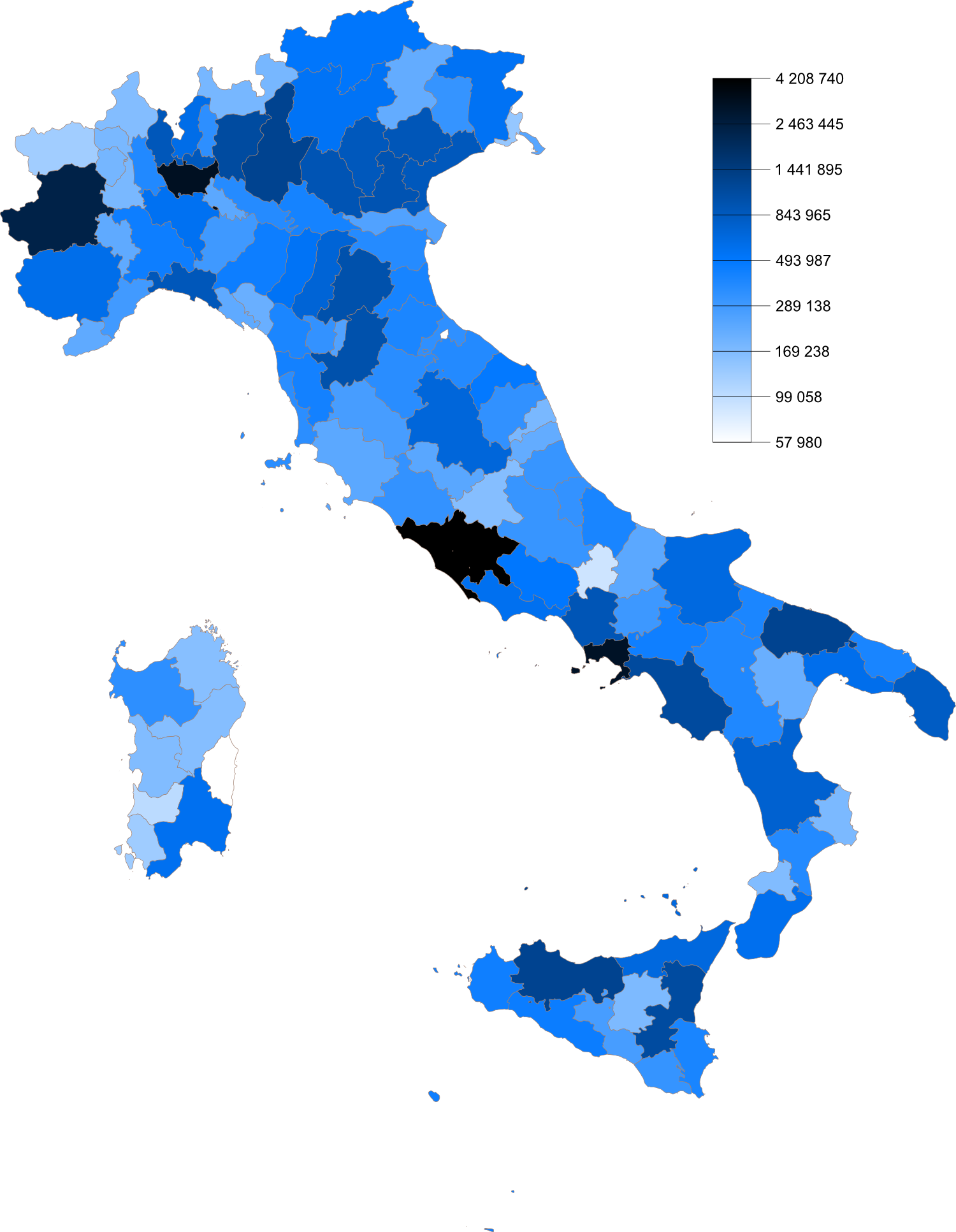
Popolazione delle province e delle città metropolitane italiane (dati a dicembre 2012)

Le città metropolitane d'Italia sono quindici. Vengono di seguito riportati i dati di popolazione, superficie, densità abitativa, numero di comuni e regione di appartenenza delle quindici città metropolitane.
Previste per la prima volta dalla legge 8 giugno 1990, n. 142 la disciplina generale venne raccolta nel decreto legislativo 18 agosto 2000, n. 267, successivamente la legge 7 aprile 2014, n. 56 ha stabilito il subentro delle medesime alle provincie italiane, anche in tutti i rapporti giuridici preesistenti.

## Elenco delle città metropolitane
| Città metropolitana | Sigla | Regione        | Popolazione (ab) | Superficie (km²) | Densità (ab./km²) | Comuni | Sindaco metropolitano                  | Partito                                | Data di istituzione |
| ------------------- | ----- | -------------- | ---------------- | ---------------- | ----------------- | ------ | -------------------------------------- | -------------------------------------- | ------------------- |
| Bari                | BA    | Puglia         | 1 225 048        | 3 863            | 317               | 41     | Vito Leccese dal 9 luglio 2024         | Partito Democratico                    | 8 aprile 2014       |
| Bologna             | BO    | Emilia-Romagna | 1 014 124        | 3 702            | 274               | 55     | Matteo Lepore dall'11 ottobre 2021     | Partito Democratico                    | 8 aprile 2014       |
| Cagliari            | CA    | Sardegna       | 420 364          | 1 249            | 337               | 17     | Massimo Zedda dal 17 giugno 2024       | Partito Progressista                   | 4 febbraio 2016     |
| Catania             | CT    | Sicilia        | 1 074 434        | 3 574            | 301               | 58     | Enrico Trantino dal 6 giugno 2023      | Fratelli d'Italia                      | 4 agosto 2015       |
| Firenze             | FI    | Toscana        | 988 194          | 3 514            | 281               | 41     | Sara Funaro dal 27 giugno 2024         | Partito Democratico                    | 8 aprile 2014       |
| Genova              | GE    | Liguria        | 816 606          | 1 834            | 445               | 67     | Silvia Salis dal 30 maggio 2025        | Indipendente di centro-sinistra        | 8 aprile 2014       |
| Messina             | ME    | Sicilia        | 600 180          | 3 226            | 184               | 108    | Federico Basile dal 16 giugno 2022     | Sud chiama Nord                        | 4 agosto 2015       |
| Milano              | MI    | Lombardia      | 3 228 006        | 1 575            | 2 050             | 133    | Giuseppe Sala dal 21 giugno 2016       | Indipendente di centro-sinistra        | 8 aprile 2014       |
| Napoli              | NA    | Campania       | 2 959 932        | 1 171            | 2 528             | 92     | Gaetano Manfredi dal 18 ottobre 2021   | Indipendente di centro-sinistra        | 8 aprile 2014       |
| Palermo             | PA    | Sicilia        | 1 204 189        | 5 009            | 240               | 82     | Roberto Lagalla dal 20 giugno 2022     | Unione di Centro                       | 4 agosto 2015       |
| Sassari             | SS    | Sardegna       | 316 821          |                  |                   |        | Gavino Arru dal 1º aprile 2025         | Nessuno (amministratore straordinario) | 16 aprile 2021      |
| Reggio Calabria     | RC    | Calabria       | 518 699          | 3 210            | 162               | 97     | Giuseppe Falcomatà dal 29 ottobre 2014 | Partito Democratico                    | 7 agosto 2016       |
| Roma                | RM    | Lazio          | 4 227 059        | 5 363            | 788               | 121    | Roberto Gualtieri dal 21 ottobre 2021  | Partito Democratico                    | 8 aprile 2014       |
| Torino              | TO    | Piemonte       | 2 204 632        | 6 827            | 323               | 312    | Stefano Lo Russo dal 21 ottobre 2021   | Partito Democratico                    | 8 aprile 2014       |
| Venezia             | VE    | Veneto         | 835 895          | 2 473            | 338               | 44     | Luigi Brugnaro dal 31 agosto 2015      | Coraggio Italia                        | 8 aprile 2014       |
| Totale              | 15    | –              | 21 337 768       | 46 638           | 458               | 1 268  | –                                      | –                                      | –                   |